# Erythrodiplax pallida
Erythrodiplax pallida ist eine Libellenart aus der Unterfamilie Sympetrinae. Die Art kommt rund um São Paulo vor.

## Merkmale

### Bau der Imago
Der hell rötlich gelbe Hinterleib (Abdomen) der Männchen misst um die 20 Millimeter – das ganz Tier 29 Millimeter. Die Weibchen messen 25 Millimeter, wovon 21 Millimeter auf das Abdomen entfallen. Die Hinterleibsanhänge sind gelb. Wie das Abdomen ist auch der Thorax und die Beine bis auf die schwarzen Tarsen rötlich gelb. Zudem ist der Thorax mit schwarzen Fleckchen übersät. Das Gesicht der Tiere ist grünlich gelb.
Die durchsichtigen Hinterflügel sind bei beiden Geschlechtern ungefähr 22 Millimeter lang. Das helle Flügelmal (Pterostigma) misst 3,6 Millimeter.

### Bau der Nymphe
Die Larven von Erythrodiplax pallida erreichen eine Körperlänge von 12 Millimetern, wovon 7 auf das circa 1,5 Millimeter breite Abdomen entfallen. Es ist eiförmig und hat seine breiteste Stelle am sechsten Segment. Die Hinterleibsanhänge sind ungefähr so lang wie das neunte und zehnte Segment zusammen. Der 3,5 Millimeter breite Kopf wird nach hinten höher und wird von den großen, bullaugigen Augen dominiert. Die hintere Kante des Kopfes ist gerade. Der Schenkel (Femur) der hinteren Beine misst 3,5 Millimeter.

## Belege
1. 1 2  Donald Joyce Borror: A Revision of the Libelluline Genus Erythrodiplax (Odonata), The Ohio State University, Columbus, 1942
2. 1 2  James George Needham: NEW DRAGON-FLY NYMPHS IN THE UNITED STATES NATIONAL MUSEUM. In: Proceedings of the United States National Museum. 27. Jahrgang, 1904, S. 685–720 (biodiversitylibrary.org [PDF]).

## Weblink
- Erythrodiplax pallida in der Roten Liste gefährdeter Arten der IUCN 2013.2. Eingestellt von: von Ellenrieder, N., 2007. Abgerufen am 19. Februar  2014.